# Sénateurs désignés par les Cortes de Castille-La Manche
Les sénateurs désignés par les Cortes de Castille-La Manche représentent la communauté autonome de Castille-La Manche au Sénat espagnol.

## Normes et désignation
La faculté pour chaque communauté autonome de désigner un ou plusieurs sénateurs au Sénat, conçu comme une chambre de représentation territoriale, est énoncée à l'article 69, alinéa 5, de la Constitution espagnole de 1978. La désignation est régie par l'article 9 du statut d'autonomie de Castille-La Manche ainsi que par la loi castillane 4/1985 portant désignation des sénateurs représentant Castille-La Manche et le règlement des Cortes,.
Tout citoyen jouissant de ses droits civils et politiques et ayant la qualité de citoyen de la région peut être désigné sénateur. Après la tenue des élections aux Cortes de Castille-La Manche et la constitution de celles-ci, le président des Cortes fixe un délai de 20 jours permettant aux groupes parlementaires de proposer leurs candidats au poste de sénateurs, dont le nombre est fixé par les services du Sénat après chaque élections sénatoriales. Une fois les candidatures proposées, il en est rendu compte à la commission du Statut des députés qui émet un rapport dans le délai de 15 jours. Une fois le délai écoulé, le président des Cortes convoque une session plénière au cours de laquelle sont élus les candidats ayant réuni le plus grand nombre de voix et obtenu le vote favorable d'au moins un quart des membres des Cortes. Chaque député ne peut voter que pour un seul candidat. En cas d'égalité dans la répartition, le siège est attribué au parti ayant eu le plus de voix lors des élections aux Cortes de Castille-La Manche. En cas de vacance, le groupe dont est issu le sénateur démissionnaire est chargé de proposer un nouveau candidat.
La dissolution des Cortes de Castille-La Manche met fin au mandat des sénateurs désignés, ceux-ci restent néanmoins en poste jusqu'à la désignation des nouveaux sénateurs. En cas de dissolution du Sénat, les sénateurs désignés restent en place sans nécessité d'un nouveau vote.

## Synthèse
| PDP     |       | 1 |   |   |   |   |   |   |   |   |   |   |   |   |   |   |   |  |  |  |  |
| AP      |       |   | 1 | 1 |   |   |   |   |   |   |   |   |   |   |   |   |   |  |  |  |  |
| PSOE    |       | 1 | 1 | 1 | 1 | 1 | 1 | 1 | 1 | 1 | 1 | 1 | 1 | 1 | 1 | 2 | 2 |  |  |  |  |
| PP      |       |   |   |   | 1 | 1 | 1 | 1 | 1 | 1 | 1 | 1 | 1 | 2 | 1 | 1 | 1 |  |  |  |  |
| Podemos |       |   |   |   |   |   |   |   |   |   |   |   |   |   | 1 |   |   |  |  |  |  |
|         |       |   |   |   |   |   |   |   |   |   |   |   |   |   |   |   |   |  |  |  |  |
| Total   | Total | 2 | 2 | 2 | 2 | 2 | 2 | 2 | 2 | 2 | 2 | 2 | 2 | 3 | 3 | 3 | 3 |  |  |  |  |

## Législatures

### Ire
| Parti | Parti | Sénateurs désignés             | Voix |
| ----- | ----- | ------------------------------ | ---- |
| PSOE  |       | Pablo Tello Díaz               | 44   |
| PDP   |       | Francisco Javier Rupérez Rubio | 44   |

- Désignation : 30 juin 1983.

| Parti | Parti | Sénateurs désignés   | Voix |
| ----- | ----- | -------------------- | ---- |
| PSOE  |       | Javier Paulino Pérez | 23   |
| AP    |       | José Lara Alén       | 17   |

- Désignation : 14 juillet 1986.

### IIe
| Parti | Parti | Sénateurs désignés            | Voix |
| ----- | ----- | ----------------------------- | ---- |
| PSOE  |       | Francisco Javier López García | 24   |
| AP    |       | José Lara Alén                | 18   |

- Désignation : 29 juillet 1987.

| Parti | Parti | Sénateurs désignés        | Voix |
| ----- | ----- | ------------------------- | ---- |
| PSOE  |       | José María Barreda Fontes | 24   |
| PP    |       | José Lara Alén            | 19   |

- Désignation : 16 novembre 1989.
- José Lara démissionne en juin 1991. Les Cortes étant dissoutes, aucun remplaçant n'est désigné.

### IIIe
| Parti | Parti | Sénateurs désignés        | Voix |
| ----- | ----- | ------------------------- | ---- |
| PSOE  |       | José Jerez Colino         | 27   |
| PP    |       | José Manuel Molina García | 17   |

- Désignation : 17 octobre 1991.

| Parti | Parti | Sénateurs désignés         | Voix |
| ----- | ----- | -------------------------- | ---- |
| PSOE  |       | Julián Grimaldos Grimaldos | 26   |
| PP    |       | José Manuel Molina García  | 18   |

- Désignation : 29 septembre 1993.

### IVe
| Parti | Parti | Sénateurs désignés        | Voix |
| ----- | ----- | ------------------------- | ---- |
| PSOE  |       | Fernando López Carrasco   | 24   |
| PP    |       | José Manuel Molina García | 22   |

- Désignation : 12 juillet 1995.

| Parti | Parti | Sénateurs désignés        | Voix |
| ----- | ----- | ------------------------- | ---- |
| PSOE  |       | Fernando Novo Muñoz       | 24   |
| PP    |       | José Manuel Molina García | 22   |

- Désignation : 26 mars 1996.
- Fernando Novo (PSOE) est remplacé en avril 1998 par Máximo Díaz-Cano del Rey avec 23 voix favorables.

### Ve
| Parti | Parti | Sénateurs désignés      | Voix |
| ----- | ----- | ----------------------- | ---- |
| PSOE  |       | Fernando López Carrasco | 26   |
| PP    |       | Agustín Conde Bajén     | 20   |

- Désignation : 23 juillet 1999.

### VIe
| Parti | Parti | Sénateurs désignés     | Voix |
| ----- | ----- | ---------------------- | ---- |
| PSOE  |       | Mario Mansilla Hidalgo | 29   |
| PP    |       | Rosa Romero Sánchez    | 18   |

- Désignation : 25 juin 2003.
- Rosa Romero (PP) est remplacée en septembre 2006 par María Dolores de Cospedal García avec 18 voix favorables.

### VIIe
| Parti | Parti | Sénateurs désignés               | Voix |
| ----- | ----- | -------------------------------- | ---- |
| PSOE  |       | Fernando López Carrasco          | 26   |
| PP    |       | María Dolores de Cospedal García | 21   |

- Désignation : 26 juin 2007.
- María Dolores de Cospedal (PP) démissionne en juin 2011.

### VIIIe
| Parti | Parti | Sénateurs désignés           | Voix |
| ----- | ----- | ---------------------------- | ---- |
| PP    |       | Antonio Serrano Aguilar      | 25   |
| PSOE  |       | Emiliano García-Page Sánchez | 24   |

- Désignation : 16 septembre 2011.
- Emiliano García-Page (PSOE) démissionne en juillet 2015.

| Parti | Parti | Sénateurs désignés              | Voix |
| ----- | ----- | ------------------------------- | ---- |
| PP    |       | Miguel Ángel Rodríguez González | 25   |

- Désignation supplémentaire en raison de l'augmentation du nombre de sénateurs à désigner : 1er décembre 2011.

### IXe
| Parti                      | Parti | Sénateurs désignés       | Voix |
| -------------------------- | ----- | ------------------------ | ---- |
| PSOE                       |       | Nemesio de Lara Guerrero | 15   |
| PP                         |       | Antonio Serrano Aguilar  | 9    |
| Troisième siège non pourvu |       |                          |      |

- Désignation : 30 juillet 2015.
- Antonio Serrano (PP) étant élu au Sénat lors des élections générales d'avril 2019, il laisse son mandat de sénateur désigné qui n'est pas pourvu.

| Parti   | Parti | Sénateurs désignés       | Voix |
| ------- | ----- | ------------------------ | ---- |
| Podemos |       | Virginia Felipe Saélices | 17   |

- Deuxième tour de désignation : 15 octobre 2015.

### Xe
| Parti | Parti | Sénateurs désignés               | Voix |
| ----- | ----- | -------------------------------- | ---- |
| PSOE  |       | Gregorio Jesús Fernández Vaquero | 10   |
| PP    |       | Carolina Agudo Alonso            | 10   |
| PSOE  |       | María Teresa Fernández Molina    | 9    |

- Désignation : 22 juillet 2019.
- Jesús Fernández est remplacé en avril 2021 par Aurelia Sánchez Navarro avec 19 voix favorables.

### XIelégislature
| Parti | Parti                           | Sénateurs désignés             | Voix |
| ----- | ------------------------------- | ------------------------------ | ---- |
| PP    |                                 | Miguel Ángel de la Rosa Martín | 11   |
| PSOE  |                                 | Juan Ramón Amores García       | 9    |
| PSOE  | María del Pilar Zamora Bastante | 9                              |      |

- Désignation : 31 août 2023.